# Množični umor
Množični umor je umor več ljudi, običajno hkrati ali v sorazmerno kratkem času in v neposredni geografski bližini. FBI opredeljuje množični umor kot umor štirih ali več ljudi med dogodkom brez »časa mirovanja« med posameznimi umori. Množični umor se običajno zgodi na enem mestu, kjer ena ali več ljudi ubije več drugih ljudi.
Množični umor lahko zagrešijo posamezniki ali organizacije, medtem ko morilski pohod zagrešijo en, dva ali več posameznikov. Množični morilci se razlikujejo od morilcev na pohodu, ki ubijajo na dveh ali več lokacijah, skoraj brez časovnega premora med umori, brez opredeljenega števila žrtev, in serijskih morilcev, ki lahko ubijajo ljudi v daljšem časovnem obdobju. Število množičnih streljanj se povečuje.